# Lucie Sára Závodná
Lucie Sára Závodná (* 16. července 1984 Šternberk) je česká spisovatelka. Ve své tvorbě zaměřuje na české prostředí.

## Život
Lucie Sára Závodná se narodila 16. července 1984 ve Šternberku u Olomouce. V Olomouci také vystudovala na Slovanském gymnáziu. Poté studovala na Fakultu managementu a ekonomiky Univerzity Tomáše Bati ve Zlíně. Svůj magisterský titul získala v roce 2008 v oboru Podniková ekonomika, o dva roky později také v oboru Finance. V roce 2012 ukončila doktorský studijní program a stejného roku se také vrátila zpět do rodné Olomouce. V roce 2015 působila na Filozofické fakultě Univerzity Palackého v Olomouci.

## Dílo
- Seznam děl v Souborném katalogu ČR, jejichž autorem nebo tématem je Lucie Sára Závodná
- Alma Mater, Computer Media, 2010, ISBN 978-80-7402-050-6 – román
- Deník mých kachních let , Computer Media, 2011, ISBN 978-80-7402-113-8 – román ve formě deníkových zápisků
- Pravidla smečky, Computer Media, 2013, ISBN 978-80-7402-141-1 – román
- Život hraje blues, Computer Media, 2015, ISBN 978-80-7402-215-9 – román